# Robbie McEwen
Robert „Robbie” McEwen (ur. 24 lipca 1972 w Brisbane) – australijski kolarz szosowy, sprinter, wicemistrz świata. Trzykrotny zwycięzca klasyfikacji punktowej Tour de France (2002, 2004, 2006). Na swoim koncie ma ponad 20 wygranych etapów Giro d’Italia i Tour de France. W latach największej świetności uznawany za najszybszego sprintera na świecie. W 2002 roku zdobył srebrny medal w wyścigu ze startu wspólnego na mistrzostwach świata w Zolder. W zawodach tych lepszy był tylko Włoch Mario Cipollini. Australijczyk trzykrotnie startował w tej samej konkurencji na igrzyskach olimpijskich, najlepszy wynik osiągając w 2004 roku, kiedy na igrzyskach w Atenach był jedenasty.
20 maja 2012 po ostatnim etapie Tour of California ogłosił (wcześniej zapowiadane) zakończenie sportowej kariery. Od tego czasu pełni w swojej ostatniej drużynie, Orice-GreenEDGE funkcję doradcy technicznego.

## Życie prywatne
McEwen mieszka w Australii wraz ze swoją żoną Angélique Pattyn. Mają trójkę dzieci: syna Ewana i dwie córki: Elenę i Claudię.
W 2011 roku opublikował autobiografię „One Way Road”.

## Najważniejsze zwycięstwa i sukcesy
- 1997
  - 2. miejsce na 2. etapie Tour de Suisse
- 1998
  - 2. miejsce na 8. etapie Tour de Suisse
  - 2. miejsce na 2. etapie Tour de France
- 1999
  - 1. miejsce na 1a etapie Tour de Luxembourg
  - Tour de France
    - 2. miejsce na 17. etapie
    - 1. miejsce na 20. etapie

  - 1. miejsce na 2. etapie Ronde van Nederland
  - Vuelta a España
    - 3. miejsce na 1. etapie
    - 2. miejsce na 7. etapie

  - 1. miejsce na 2b i 4. etapie Herald Sun Tour
- 2000
  - 1. miejsce na 6. etapie Tour Down Under
  - 1. miejsce w Trofeo Soller
  - Tour de France
    - 2. miejsce w klasyfikacji punktowej
    - 2. miejsce na 20 etapie
- 2001
  - 1. miejsce w Trofeo Magalluf – Palmanova
  - 1. miejsce na 2. etapie Tour Méditerranéen
  - 1. miejsce w Circuit du Brabant Wallon
  - 1. miejsce na 2. etapie Ronde van Nederland
  - Vuelta a España
    - 2. miejsce na 3. etapie
    - 3. miejsce na 2. i 17. etapie

  - 1. miejsce na 2b i 3a etapie Herald Sun Tour
- 2002
  -  Mistrzostwo Australii w wyścigu ze startu wspólnego
  - 1. miejsce na 1., 3., 4. i 6. etapie Tour Down Under
  - 1. miejsce w Étoile de Bessèges
    - 1. miejsce na 1. etapie

  - 1. miejsce na 2. i 7. etapie Paryż-Nicea
  - 1. miejsce w Scheldeprijs
  - 1. miejsce na 4. i 10. etapie Giro d’Italia
  - Tour de France
    - 1. miejsce na 3. i 20. etapie
    -  1. miejsce w klasyfikacji punktowej

  - 1. miejsce w Paryż-Bruksela
  - 1. miejsce w Circuit Franco-Belge
    - 1. miejsce na 2. i 3. etapie

  - Wicemistrzostwo świata w wyścigu ze startu wspólnego
- 2003
  - 1. miejsce na 3. etapie Tour Down Under
  - 1. miejsce na 4. etapie Étoile de Bessèges
  - 1. miejsce w Dwars door Vlaanderen
  - Giro d’Italia
    - 1. miejsce na 4. i 11. etapie
    - 2. miejsce na 8. i 9 etapie

  - 1. miejsce na 2. etapie Tour de Suisse
  - Tour de France
    - 2. miejsce w klasyfikacji punktowej
    - 2. miejsce na 1. etapie
    - 3. miejsce na 20. etapie
- 2004
  - 2. miejsce w Tour Down Under
    - 1. miejsce na 1. i 4. etapie

  - 1. miejsce w Tour of Qatar
  - 2. miejsce w Scheldeprijs
  - Giro d’Italia
    - 1. miejsce na 5. etapie
    - 2. miejsce na 4., 12. i 15. etapie

  - Tour de France
    - 1. miejsce na 2. i 9. etapie
    - 2. miejsce na 1. etapie
    -  lider wyścigu (etapy 2-3)
    -  1. miejsce w klasyfikacji punktowej
- 2005
  -  Mistrzostwo Australii w wyścigu ze startu wspólnego
  - 1. miejsce na 1., 2. i 6. etapie Tour Down Under
  - 1. miejsce na 5. etapie Tour of Quatar
  - Giro d’Italia
    - 1. miejsce na 2., 6. i 10. etapie
    -  lider wyścigu (etapy 2-3)

  - 1. miejsce na 4. etapie Tour de Suisse
  - Tour de France
    - 1. miejsce na 5., 7. i 13. etapie

  - 1. miejsce w Paryż-Bruksela
  - 1. miejsce w GP de Fourmies
- 2006
  - 3. miejsce w Tour Down Under
  - 1. miejsce w GP Costa Azul
  - 2. miejsce w Driedaagse van West-Vlaanderen
  - 1. miejsce na 1. etapie Tour de Romandie
  - Giro d’Italia
    - 1. miejsce na 2., 4. i 6. etapie

  - Tour de France
    -  1. miejsce w klasyfikacji punktowej
    - 1. miejsce na 2., 4. i 6. etapie
    - 2. miejsce na 1., 9. i 20. etapie

  - 1. miejsce w Paryż-Bruksela
- 2007
  - 1. miejsce na 5. etapie Tour Down Under
  - 1. miejsce na 1. etapie Tirreno-Adriático
  - 2. miejsce w Scheldeprijs
  - 1. miejsce na 2. etapie Tour de Romandie
  - Giro d’Italia
    - 1. miejsce na 2. etapie
    - 2. miejsce na 9. i 11. etapie

  - 1. miejsce na 4. etapie Tour de Suisse
  - Tour de France
    - 1. miejsce na 1. etapie

  - 1. miejsce na 3. etapie Eneco Tour
  - 1. miejsce w Paryż-Bruksela
- 2008
  - 3. miejsce w Scheldeprijs
  - 1. miejsce na 2. etapie Tour de Romandie
  - 3. miejsce na 9. i 12. etapie Giro d’Italia
  - 1. miejsce na 3. i 4. etapie Tour de Suisse
  - 2. miejsce na 13. etapie Tour de France
  - 1. miejsce w Paryż-Bruksela
- 2009
  - 1. miejsce w Trofeo Cala Millor
  - 2. miejsce w Trofeo Mallorca
  - 1. miejsce na 3. etapie Tour de Picardie
- 2010
  - 4. miejsce w Tour Down Under
  - 1. miejsce w Trofeo Mallorca
  - 2. miejsce w Scheldeprijs
  - 4. miejsce na 1., 2., 4. i 18. etapie Tour de France
  - 1. miejsce na 1. etapie Eneco Tour
- 2011
  - 2. miejsce na 2. etapie Tour Down Under
  - 1. miejsce w Tour de Wallonie Picarde
    - 1. miejsce na 1. i 4. etapie

  - 1. miejsce na 4. etapie Tour de Wallonie